# Accelerazione bidimensionale
Per accelerazione bidimensionale si indicano in campo informatico tutte le tecniche hardware e/o software atte a velocizzare la rappresentazioni grafica bidimensione.
In ambito software, l'accelerazione bidimensionale è il risultato degli algoritmi che ottimizzano il calcolo delle scene e la loro rappresentazione. Il metodo più semplice è disegnare gli oggetti sullo schermo partendo dall'oggetto più lontano per arrivare infine all'oggetto più vicino al giocatore. Alcuni algoritmi, partendo dal presupposto che alcune componenti dello schermo sono fisse, riducono la complessità dell'algoritmo. Da anni non sono comunque noti rilevanti miglioramenti in materia.
Dal punto di vista hardware, l'accelerazione bidimensionale si è ottenuta implementando in hardware delle unità chiamate blitter, che provvedono ad effettuare le copie degli oggetti tra la memoria dati e la memoria dedicata allo schermo. Queste unità sono spesso in grado di combinare gli elementi grafici con operazioni aritmetiche o logiche (AND, OR, EXOR, etc). Tutte le moderne schede grafiche integrano al loro interno delle unità di accelerazione bidimensionale, ma la ricerca in questo settore si ritiene sia comunque terminata. Tutte le attuali schede grafiche in circolazione sono in grado di manipolare la grafica bidimensionale con una velocità superiore a quella necessaria alle attuali applicazioni. I processori dedicati alla grafica bidimensionale sono stati integrati nei più complessi processori dedicati alla grafica tridimensionale, che forniscono anche le operazioni di gestione bidimensionale.